# 大沢竜樹
大沢 竜樹（おおさわ りゅうじ、1932年or1933年 - 2018年5月22日）は、元 日本教育テレビ（現・テレビ朝日）アナウンサー。
1958年（昭和33年）4月にNET（現・テレビ朝日）に第1期生として入社。同期に押阪忍、山形定房がいる。
入社したばかりの時、押阪たちと共にNHKでアナウンサー研修を受けたり、アナウンサー時代にニュース番組やスポーツの実況担当だけでなく、テレビドラマでも活躍していた。
退職後は、テレビ朝日社友会カルチャーの会に参加していた他、OBとして「はい!テレビ朝日です」に出演することもあった。
2018年5月22日、死去。85歳没。